# My Little Pony (мультсериал, 1986)
My Little Pony (рус. Мой маленький пони) — американский мультсериал 1986—1987 годов совместного производства студий Sunbow Productions, Marvel Productions, Toei Animation и AKOM.
Шоу основано на игрушечной франшизе My Little Pony 1980-х годов, в которой Меган и её друзья-пони путешествуют по Пониленду и Райскому дому.
Также были показаны три других мультсериала, основанных на игрушках Hasbro, а именно «My Little Pony 'n Friends: The Glo Friends», «My Little Pony 'n Friends: MoonDreamers» и «My Little Pony 'n Friends: Potato Head Kids», каждый из второстепенных героев мультсериалов чередовался с персонажами из My Little Pony, в результате чего в телешоу были три разных начальных вступления (опенинг).
Пилотные эпизоды Rescue at Midnight Castle и Escape from Catrina вышли в 1984 и 1985 годах соответственно.

## Синопсис
Пониленд — это магическая земля, где обитают всевозможные волшебные существа. Маленькие пони живут в райском домике мирной жизнью, наполненной песнями и играми. Однако не все существа Пониленда такие миролюбивые, и пони часто вынуждены бороться с ведьмами, троллями, гоблинами и всеми другими существами, которые хотели бы навредить им.

## Персонажи
- Лофти - пегаска желтого цвета. Добрая, но застенчивая. Знак отличия - лампы.
- Норд Стар - пегаска фиолетового цвета. Очень умная. Знак отличия - звезды.
- Гасти - единорог белого цвета с зелёно-красной нривой. Всегда находит выход из ситуации. Знак отличия - клиновые листы.
- Мэджик Стар - земная пони желтого цвета с зелёной гривой и хвостом. Ловкая и смелая. Знак отличия - волшебная палочка.
- Баттонс - единорог пурпурного цвета с сине-красной гривой. Умная и смелая, но немного упрямая. Знак отличия - пуговицы.
- Меган - девочка и лучший друг пони. Умная, бесстрашная.
- Спайк - фиолетовый дракон. Очень добрый.

## Эпизоды

### 1 сезон
| №     | Название                    | по сценарию                          | Выход в эфир                    |
| ----- | --------------------------- | ------------------------------------ | ------------------------------- |
| 1-10  | Конец долины грёз           | Джордж Артур Блум                    | 15-26 сентября 1986 г.          |
| 11-14 | Приведение в райском домике | Джордж Артур Блум                    | 29 сентября — 2 октября 1986 г. |
| 15    | Светящаяся радуга           | Дайан Дуэйн                          | 3 октября 1986 г.               |
| 16-19 | Зеркальная принцесса        | Трейси Манн Холл и Майкл Чарльз Хилл | 6-9 октября 1986 г.             |
| 20    | Щенок в гостях у пони       | Карла Джозеф Конвей и Джерри Конвей  | 10 октября 1986 г.              |
| 21-24 | Огни рампы                  | Барбара Петти                        | 13-16 октября 1986 г.           |
| 25    | Сластёны загадки разгадки   | Чери Ди Вилкерсон                    | 17 октября 1986 г.              |
| 27-29 | Возвращение Козлотура       | Майкл Ривз                           | 20-23 октября 1986 г            |
| 30    | Немножко волшебства         | Бет Борнштейн                        | 24 октября 1986 г.              |
| 31-34 | Волшебные монетки           | Майкл Ривз                           | 27-30 октября 1986 г.           |
| 35    | Путаница                    | Брюс Фолк                            | 31 октября 1986 г.              |
| 36-37 | Встреча с Горюнчиком        | Гордон Кент                          | 3-4 ноября 1986 г.              |
| 38-39 | Цветы беглецы               | Мартин Пасько и Ребекка Парр         | 5-6 ноября 1986 г.              |
| 40    | Победитель драконов         | Карла Джозеф Конвей и Джерри Конвей  | 7 ноября 1986 г.                |
| 41-42 | Малышка, на улице холодно   | Гордон Кент                          | 10-11 ноября 1986 г.            |
| 43-44 | Каменный пёс                | Линда Вулвертон                      | 12-13 ноября 1986 г.            |
| 45-46 | Восстание в райском домике  | Дэвид Уайз                           | 14 и 17 ноября 1986 г.          |
| 47-48 | Таинственная дверь          | Дэвид Уайз                           | 18-19 ноября 1986 г.            |
| 49-50 | Освобождение из замка тьмы  | Джордж Артур Блум                    | 20-21 ноября 1986 г.            |

### 2 сезон
| №     | Название                  | по сценарию                         | Выход в эфир           |
| ----- | ------------------------- | ----------------------------------- | ---------------------- |
| 1-4   | Конкурс принцесс          | Майкл Ривз                          | 7-10 сентября 1987 г.  |
| 5     | Поиск Спайка              | Майкл Чарльз Хилл                   | 11 сентября 1987 г.    |
| 6-7   | Золотые подковки          | Карла Джозеф Конвей и Джерри Конвей | 14-15 сентября 1987 г. |
| 8-9   | Полёт таинственного замка | Майкл Ривз                          | 16-17 сентября 1987 г. |
| 10    | Войны мороженого          | Дэвид Уайз                          | 18 сентября 1987 г.    |
| 11-12 | Сомнамбула                | Дэвид Уайз                          | 21-22 сентября 1987 г. |
| 13    | Принц и пони              | Дэвид Уайз                          | 23 сентября 1987 г.    |
| 14-15 | Побег от Катрины          | Джордж Артур Блум                   | 24-25 сентября 1987 г. |

## Премьеры в мире
| Список премьер мультсериала в мире | Список премьер мультсериала в мире | Список премьер мультсериала в мире |
| Страна                             | Канал                              | Премьера                           |
| ---------------------------------- | ---------------------------------- | ---------------------------------- |
| США                                | Телевизионная синдикация           | 15 сентября 1986                   |
| Великобритания                     | The Children's Channel             | 1 апреля 1987                      |
| Россия                             | 2х2                                | 4 сентября 1993                    |
| Чехия                              | Prima televize                     | 1997                               |
| Чехия                              | Minimax                            | 2009                               |
| Нидерланды                         | Veronica                           | 6 апреля 1988                      |
| Нидерланды                         | RTL 4                              | 4 января 1992                      |
| Нидерланды                         | KinderNet                          | 7 марта 1998                       |
| Франция                            | TF1                                | 3 ноября 1986                      |
| Франция                            | TMC                                | 1994                               |
| Франция                            | La Cinq                            | 17 декабря 1990                    |
| Франция                            | AB Cartoons                        | 1997                               |
| Германия                           | Tele 5                             | 1988                               |
| Германия                           | Sat.1                              | январь 1992                        |
| Германия                           | Junior                             | 27 мая 2003                        |
| Германия                           | Premiere Start/Austria             | 11 февраля 2006                    |
| Израиль                            |                                    |                                    |
| Канал 1                            | 1989                               |                                    |
| Jetix (Fox Kids)                   | 2002                               |                                    |